# 黄帝阴符经
《黄帝陰符經》，簡稱《陰符經》，後人依託黃帝所作，成書年代不詳，唐代始通行於世，言行事暗合天道，切應盜機，則能功成事遂。收入《正統道藏》洞真部本文類，四百餘字分作三章，另有三百餘字本，各傳本字數有所增減，分章或不分章者皆有。
《陰符經》歷代注家解經要旨不一，或以為兵家權謀之書，或解以道家之言，宋元道士多以內丹功法注經，文人則以儒家性理之說釋之。作为道教的一部重要道经，《陰符經》迄清代已逾百家注解，其重要性不下于《道德經》和《南華真經》。

## 題解
黃帝為中國傳說帝王，史記列五帝之首，道教奉為得道仙真。郡齋讀書志稱黃帝受《陰符經》來由不一，「或曰受之廣成子，或曰受之玄女，或曰黃帝與風后、玉女論陰陽六甲，退而自著其事」。蹇昌辰《黃帝陰符經解·序》則言明為西王母降於王屋山，遣九天玄女授予黃帝。
陰符，為暗合，內外契合之意。《黃帝陰符經疏》李荃釋題：「陰，暗也。符，合也。天機暗合於行事之機，故曰陰符」。《鬼谷子·本經陰符七術》陶宏景注「陰符者，私志於內，物應於外。若合符契，故曰陰符」。兵書六韜提及太公望有陰符，凡八等之語，指主將祕聞，用於陰通言語，不泄中外相知之八種兵符。
李荃《黃帝陰符經疏·序》自稱得《陰符經》於嵩山虎口岩石壁，驪山老母為其解說要旨：「黃帝陰符三百言...上有神仙抱一之道，中有富國安人之法，下有強兵戰勝之術」。

## 內容
天地陰陽運行變化，與人事之間有相生相盜之關係，聖人當觀天之道，執天之行，掌握天人暗合之機，使行為舉動合乎天道，切應自然，則治國養生皆得其宜，可以長久。

## 注解書目
- 唐·伊尹等七家《黃帝陰符經集注》（《四庫全書》刪伊尹之名而標為六家注[7]）
- 唐·張果《黃帝陰符經注》
- 唐·李筌《黄帝陰符經疏》（或說非李筌所注，實為袁淑真《黃帝陰符經集解》[8]）
- 南宋·夏元鼎《黃帝陰符經講義》
- 南宋·朱熹《黃帝陰符經注解 》（題為崆峒道士鄒訢，或說實為蔡元定所作）
- 金·劉處玄《黃帝陰符經注》
- 宋元之際·俞琰《黃帝陰符經註》
- 元末明初·王道淵《黃帝陰符經夾頌解注》
- 清·張清夜（自牧道人）《陰符發秘》
- 《陰符天機經》（《雲笈七籤》卷十五收，又載於《正統道藏》太清部）
- 《陰符經三皇玉訣》，題「軒轅黃帝」製
- 任法融《黃帝陰符經釋義》，1992年，三秦出版社
- 蕭登福《黃帝陰符經今註今譯》，1996年，文津出版社

## 考據
关于作者，旧题黄帝撰，今日学者大多认为是后人伪托，三说如下：
- 战国时的苏秦
- 北魏的寇谦之
- 唐朝的李荃

关于成书年代，暂时无法取得比较统一的意见:
- 东晋王羲之曾书写《阴符经》，并为之石刻[9]。贞观六年（632年），褚遂良奉敕书写《阴符经》五十卷，以草书撰成，自题为，“起居郎臣诸遂良奉敕书”。永徽五年（654年），褚遂良又奉旨书一百二十本，這次以小楷撰成[10]。
- 唐代蹇昌辰根据《黄帝间玄女兵法》、《玄女法》寫有《阴符经事迹》，说“……西王母再遣九天玄女授帝秘诀一十九条，《阴符经》三百余言。至于金丹玉篆之文，宝符飞崖之术，入火履水之法无不备焉。”
- 朱熹在《阴符经考异序》中说：“伊川程子（即程颐）曰：‘《阴符经》何时书，非商未即周未。
- 邵子（邵雍）曰：‘《阴符经》，七国时（即战国时代）书也。’”
- 明代吕坤曾 经说：“《阴符经》…其言洞察精微，极天人之蕴奥，黄帝得之以御世，老氏得之以养生，兵家释之以制理，术家得之以成变化而行鬼神，纵横家得之以股掌人群， 低昂时变。”他又说：“自有《阴符经》以来，注者不啻百家，要不出三见：曰儒、曰道、曰掸（佛也），倚其一，则三见皆边也。夫玄金在熔，万物可铸；谓称锤 是铁则可，谓铁是称锤则不可。是书也，譬之江河之水，惟人所挹；其捐也，惟人所用。”
- 梁启超说：《阴符经》“置之战国之末，与《易·系辞》、《老子》同时可耳，盖其思想与二书相近也。”[11]

## 評價
唐朝時，陸龜蒙、皮日休作《讀陰符經詩》，讚譽陰符經「備識天地意，獻詞犯乾坤」「口含造化斧，鑿破機關門」「不測似陰陽，難名若神鬼。得以升高天，失之沉厚地」。
宋元開始，道教視《陰符經》為道士必讀之經，常與《道德經》並稱。
張伯端作《悟真篇》，就說「陰符寶字逾三百，道德靈文滿五千。今古上仙無限數，盡從此處達真詮」，並引《陰符經》盜機之理解說內丹，如「先且觀天明五賊，次須察地以安民。民安國富方求戰，戰罷方能見聖君...三才相盜食其時，此是神仙道德機。萬化既安諸慮息，百骸俱理證無為」。
全真道創始人王重陽說自己：「理透《陰符》三百字，搜通《道德》五千言」，其弟子馬丹陽亦說：「學道人不須廣看經書……若河上公注《道德經》、金陵子注《陰符經》，二者時看亦不妨」。丘長春的高足尹志平認為：「道人雖未能廣學，《陰符》、《道德》、《清靜》三經，又豈可不學」。
當時儒士亦對《陰符經》有所稱道，認為《陰符經》窺天道，有至理。程頤說：「《老子》言甚雜，如《陰符經》卻不雜，然皆窺測天道之未盡者也」，元代大儒劉因教其弟子讀《陰符經》，他說：「史既治，則讀諸子者，莊、列、 陰符四書者，皆出一律，雖云道家者流，其間有至理存」。
但也有儒士對《陰符經》多所批評。黃庭堅評《陰符經》詭譎不經。黄震則批《陰符經》四處掇拾，而無所定見，他說：「後世有偽為道書者，曰《常清靜經》；有偽為佛書者，曰《般若經》；千變萬化，皆不出反常一語，初非異事，乃雷同語耳。言用兵而不能明其所以用兵，言修煉而不明其所以修煉，所言鬼神而不能明其所以鬼神。蓋異端之士，掇拾異說，而本無所定見者，豈此其所以為陰符歟?」。
明代哲學家呂坤說《陰符經》「洞造化精微，極天人蘊奧，契性命歸指。帝王得之以御世，老氏得之以養身，兵家得之以制勝，術數家得之以成變化而行鬼神，縱橫家得之以股掌人群，低昂時變。是書也，譬江河之水，惟人所挹。其挹也，惟人所用」，指《陰符經》有如江河之水，各家皆能用之。

## 外部連結
- 黃帝陰符經集校
- 《陰符經》各版本之考 （页面存档备份，存于）
- 李遠國：論《黃帝陰符經》的觀時盜機觀
- 連鎮標：《黃帝陰符經》義說
- 李養正：對有關《陰符經》幾個疑問的論證 （页面存档备份，存于）